# Raghad Hussein
Raghad Hussein (arabiska رغد صدام حسين), född 2 september 1968 i Bagdad, är äldsta dotter till Iraks tidigare diktator Saddam Hussein. Hon var gift med Hussein Kamel och tillsammans fick de fem barn.
Efter att Saddams regim fallit har hon bott i Jordanien.